# Marguerite de Croÿ
Marguerite de Croÿ (6 décembre 1508 - 11 juillet 1549), dame de Waurain, d'Escaussines, de Marpon et de Berbières est la fille de Charles Ier de Croÿ, 1er prince de Chimay, et de Louise d'Albret. Elle épouse le 30 août 1528 le comte Charles II de Lalaing (1506-1558), avec qui elle a un fils,  Philippe II de Lalaing.

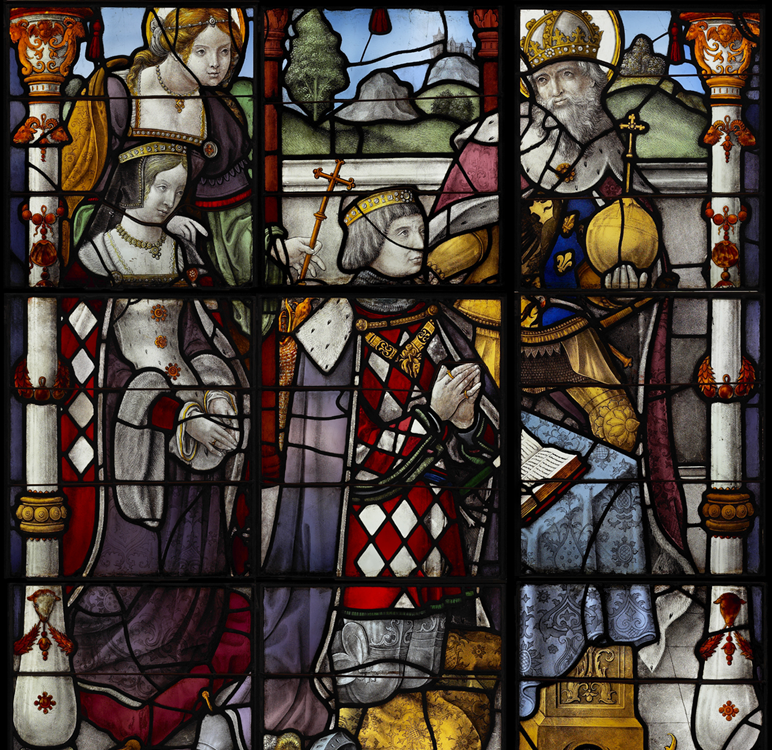
Charles II de Lalaing et Marguerite de Croÿ, détail des verrières de l'église de Hoogstraten, 1535.